# Рапска бригада
Рапска народноослободилачка бригада формирана је 8. септембра 1943. године на острву Рабу, од интернираца словеначке народности из дотадашњег италијанског концентрационог логора Кампор. 
Бригада, која је у тренутку оснивања носила назив 16. словеначка народноослободилачка рапска бригада, основана је под руководством логорског одбора Ослободилачког фронта. Приликом капитулације фашистичке Италије септембра 1943, овде је било око 5.000 интернираних, већином Словенаца. Језгро бригаде чиниле су војне јединице састављене у потпуној тајности, батаљон од 160 бораца и безбедносно-технички вод: разоружали су италијанске војнике и обезбедили најважније објекте. Опремање и организовање јединица завршено је 15. септембра, када су трупе са острва почеле да се пребацују на копно.
Бригада, која је бројала 1760 мушкараца и жена, имала је штаб и пет батаљона. Најјачи су били 1. и 2. батаљон са по 480 бораца, 3. и 4. батаљон по 250, а 5. батаљон, у којем су били борци јеврејске националности, око 300 бораца. Командант бригаде био је Франц Поточник, а политички комесари Јоже Јуранчич и Стане Добовичник.
Бригада се до 19. септембра пребацила у Бакар и одавде кренула за Словенију.
Дана 21. септембра 1943. године на планини Машуну, код Илирске Бистрице, према наређењу Главног штаба НОВ и ПО за Словенију, после вишедневног марша из рејона Бакра, реорганизована Рабска НО бригада била је укључена у састав 14. словеначке дивизије НОВЈ. По наређењу Главног штаба НОВ и ПО за Словенију, због физичке неспособности бораца и унутрашњих несугласица Рабска НО бригада је расформирана 30. септембра, а способно људство укључено је у јединице 18. дивизије НОВЈ.